# Erwin Stresemann
Erwin Stresemann (Dresden, 22 november 1889 - Berlijn, 20 november 1972) was een Duits zoöloog en hoogleraar.

## Biografie
Erwin Stresemann was de zoon van apotheker Richard Stresemann en Marie Dunkelbeck. In 1908 studeerde hij natuurwetenschappen, in het bijzonder dierkunde, aan de universiteiten van Jena, Freiburg en München. Tussen 1910 en 1912 nam hij deel van de zogenaamde tweede "Freiburger Molukkenexpeditie". Van 1914 tot 1918 vervulde hij zijn militaire dienst. In 1920 promoveerde hij aan de universiteit van München.
In 1921 werd hij assistent bij het Zoölogisch Museum in Berlijn. In 1924 werd hij conservator en hoofd van de ornithologische afdeling. In 1930 werd hij persoonlijk hoogleraar in Berlijn. In 1946 werd hij vast benoemd als gewoon hoogleraar in de dierkunde. Van 1946 tot 1959 was hij waarnemend directeur van het "Museum für Naturkunde" van de Humboldtuniversiteit in Berlijn.
Stresemann beschreef tussen 1912 en 1941 28 (anno 2024 nog als zodanig geldende) nieuwe vogelsoorten en 174 ondersoorten, merendeels vogels uit Australazië.
Stresemann was algemeen secretaris en vanaf 1949 voorzitter en erevoorzitter van de "Deutschen Ornithologen-Gesellschaft". Van 1922 tot 1961 werd onder zijn redactionele leiding het Journal für Ornithologie (sinds 2003 Journal of Ornithology)  uitgegeven. In de jaren '20 en 30 gaf hij de aanzet tot een overgang van de klassieke, sterk systematische ornithologie naar de moderne biologie waarin de aspecten genetica, functionele morfologie, fysiologie en ethologie van de vogels meer nadruk kregen. Hij was een lid van de Deutschen Akademie der Wissenschaften in Berlijn.
Hij behoort tot de bekendste ornithologen van de twintigste eeuw. Een van zijn beroemdste leerlingen was Ernst Mayr. Naast wetenschappelijk werk werd hij ook bekend als oprichter en redacteur van een populair boek over de dierenwereld in Duitsland, de Exkursionsfauna von Deutschland. Deze wordt door Duitse veldbiologen de "Stresemann" genoemd.

## Publicaties
- Die Paulohisprache. Ein Beitrag zur amboinischen Sprachengruppe. (M. Nijhoff, ’s-Gravenhage, 1918).
- Avifauna Macedonica. Die ornithologischen Ergebnisse der Forschungsreisen, unternommen nach Mazedonien durch Prof. Dr. Doflein und Prof. L. Müller in den Jahren 1917 und 1918. (Dultz & Co., München, 1920).
- Die Lauterscheinungen in den ambonischen Sprachen. (D. Reimer, Berlin, 1927).
- Exkursionsfauna von Deutschland. (Drei Bände, Volk und Wissen, Berlin, 1955).
- Met Leonid Aleksandrovich Portenko (1896-1972): Atlas der Verbreitung palaearktischer Vögel. (Akademie-Verlag, Berlin, 1960).
- Die Entwicklung der Ornithologie, von Aristoteles bis zur Gegenwart. (F. W. Peters, Berlin, 1951).

- Bibsys: 90328060
- Bibliothèque nationale de France: cb135249489 (data)
- Author citation (botany): Stresem.
- Catàleg d'autoritats de noms i títols de Catalunya: 981058517407106706
- CiNii: DA09426282
- Gemeinsame Normdatei: 117317985
- International Standard Name Identifier: 0000 0001 1062 4536
- Library of Congress Control Number: n84013575
- Nationale Bibliotheek van Tsjechië: mzk2003202461
- Nationale Bibliotheek van Israël: 987007276348205171
- Nationale Bibliotheek van Polen: a0000002625048
- Nederlandse Thesaurus van Auteursnamen: 069640335
- Réseau des bibliothèques de Suisse occidentale: 02-A003870183
- Istituto Centrale per il Catalogo Unico: RMSV485622
- SNAC: w6281100
- Système universitaire de documentation: 050332872
- Virtual International Authority File: 51849113
- WorldCat: E39PBJrGB9xKjwBDqqyw4tQTHC